# Třída Hajase
Třída Hajase byla třída víceúčelových minonoskek japonských námořních síl sebeobrany. V letech 1970–1971 byly postaveny dvě jednotky této třídy. Využívaly stejný trup, ale mírně se lišily svým posláním a vybavením. První jednotka Hajase nahradila upravenou tankovou výsadkovou loď třídy LST-542 Hajatomo (MST-461). Sloužila primárně jako vlajková a podpůrná loď minolovek a sekundárně ke kladení min (kapacita min byla menší). Druhá jednotka Sója nahradila minonosku Erimo (AMC-491). Primárně sloužila jako minonoska a sekundárně jako podpůrná loď minolovek. Plavidla dále mohla sloužit k různým pomocným úkolům, eskortním misím, nebo vedení protiponorkového boje. Plavidla byla ve službě v letech 1971–1998. Následně dosloužila jako pomocné lodě ve druhé linii.

## Stavba
Celkem byly loděnicí Ishikawajima Haruna v Tokiu postaveny dvě jednotky této třídy. Do služby byly přijaty roku 1971.
Jednotky třídy Hajase:
| Jméno            | Zahájení stavby  | Spuštěna        | Vstup do služby   | Status                                             |
| ---------------- | ---------------- | --------------- | ----------------- | -------------------------------------------------- |
| Hajase (MST-462) | 16. září 1970    | 21. června 1971 | 6. listopadu 1971 | od roku 1998 pomocná loď (ASU-7020), vyřazena 2002 |
| Sója (MMC-951)   | 9. července 1970 | 31. března 1971 | 30. září 1971     | vyřazena 1996                                      |

## Konstrukce

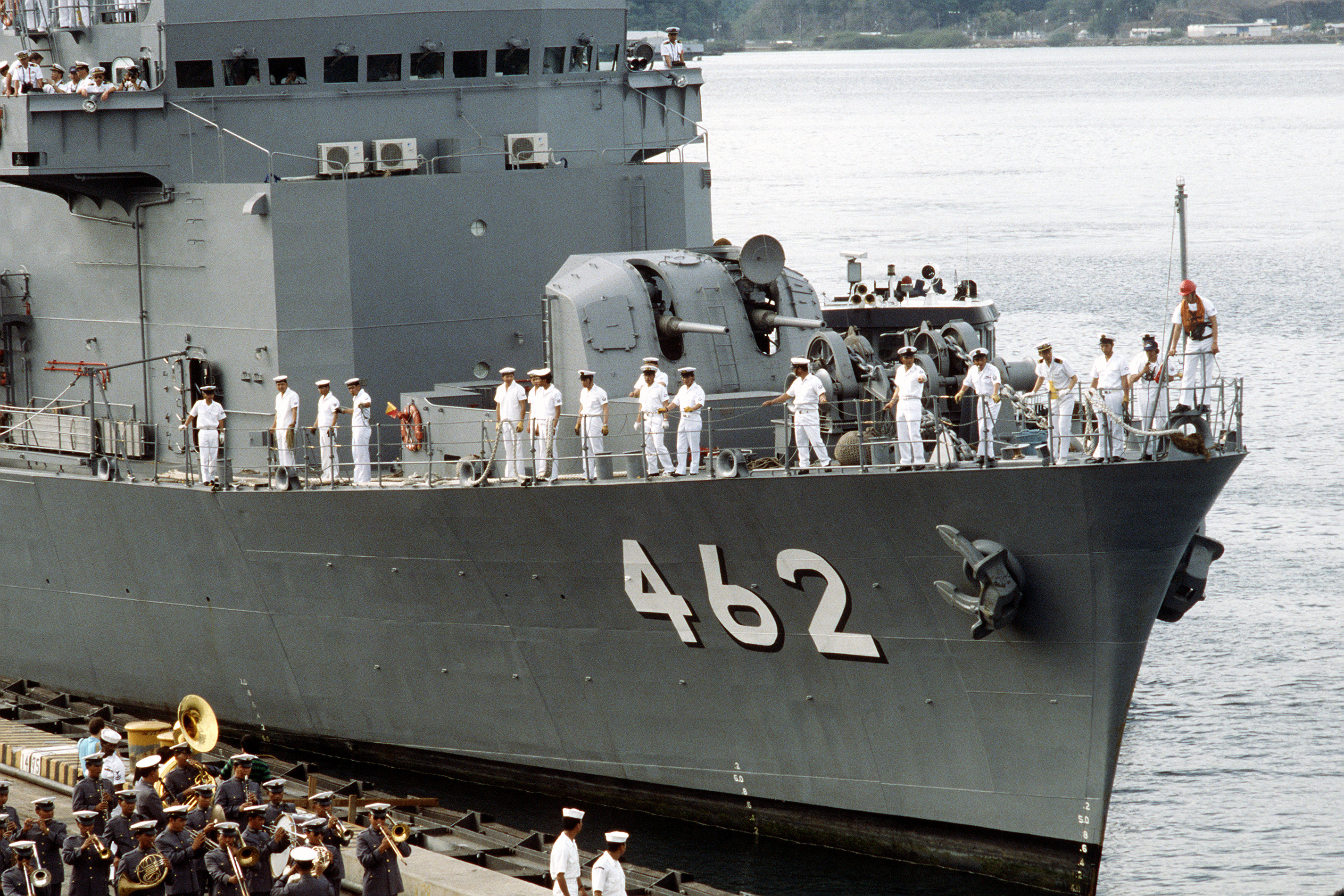
Hajase (MST-462)

### Hajase
Elektroniku tvořil vzdušný vyhledávací radar OPS-14, námořní vyhledávací radar OPS-17, dále střelecké radary Mk.34 a Mk.63 a sonar SQS-11A. Plavidlo bylo vyzbrojeno dvěma 76,2mm kanóny Mk.33 ve věži na přídi, dvěma 20mm kanóny (roku 1988 je při modernizaci nahradily dva 20mm kanóny JM61 Vulcan) a dvěma trojitými 324mm protiponorkovými torpédomety typu 68 (americké Mk.32). Plavidlo pojmulo až 200 námořních min, které byly spouštěny po pěti kolejnicích ze dvou vrat v záďovém zrcadle. Na zádi se nacházela přistávací plocha pro vrtulník. Ta byla dimenzována pro vrtulník Kawasaki V-107. Loď však nenesla hangár. Pohonný systém tvořily čtyři diesely Kawasaki/MAN V6V22/30ATL o výkonu 6400 bhp, pohánějící dva lodní šrouby. Nejvyšší rychlost dosahovala 18 uzlů.

### Sója

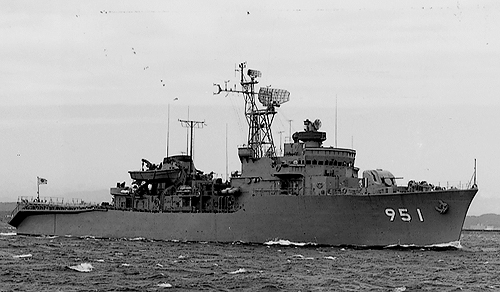
Sója (MMC-951)

Minonoska Sója využívala stejný trup, pohonný systém, elektroniku a nesla totožnou výzbroj. Pojmula až 460 námořních min. Na rozdíl od své sesterské lodě nebyla vybavena přistávací plochou pro vrtulník.